# Ceramaster leptoceramus
Ceramaster leptoceramus is een zeester uit de familie Goniasteridae.
De wetenschappelijke naam van de soort werd in 1905 gepubliceerd door Walter Kenrick Fisher.